# Impiegato statale (Italia)
Per impiegato statale in Italia si intende un lavoratore dipendente che lavora presso una pubblica amministrazione italiana, nelle sue articolazioni centrali o periferiche. Secondo dati del governo italiano, il numero di dipendenti pubblici in Italia nel 2021 era di circa 3,2 milioni.

## Caratteristiche generali
Ai sensi dell'art. 97 della costituzione della Repubblica Italiana l'accesso ai ruoli impiegatizi avviene previo superamento di un concorso il cui bando è pubblicato sulla Gazzetta Ufficiale della Repubblica Italiana. Le modalità di svolgimento dei medesimi nonché i requisiti e il rapporto di lavoro sono rispettivamente disciplinati dal D.P.R. 3 maggio 1957, n. 686, dal D.P.R. 9 maggio 1994, n. 487 e dal d.lgs 30 marzo 2001, n. 165. Rientrano in tale categoria tutti i dipendenti della pubblica amministrazione italiana alle dipendenze degli enti di cui all'art. 1 comma 2 del d.lgs. 30 marzo 2001, n. 165.
L'attività del personale impiegato presso le amministrazioni pubbliche, è soggetta a un sistema di valutazione del personale e della relativa attività - introdotto dal d.lgs 27 ottobre 2009, n. 150 - mediante un meccanismo denominato ciclo di valutazione della performance - con rilevanza di tali valutazioni sulla carriera, con esclusioni in taluni casi, a seconda della consistenza dell'organico del personale. Nel caso in cui il rapporto di servizio contempli l'esercizio di una o più potestà autoritative, proprie della pubblica amministrazione di appartenenza, si parla più propriamente di funzionario o, a certe condizioni, di dirigente.

## Stato giuridico
La disciplina dello status degli impiegati civili è dettata dal D.P.R. 10 gennaio 1957, n. 3 e dal D.P.R. 3 maggio 1957 n. 686, più volte modificati nel corso del tempo, nonché da norme successive (come ad esempio la legge 20 marzo 1975, n. 70) La fonte disciplina del rapporto di lavoro con alle dipendenze delle pubbliche amministrazioni è invece raccolta nel d.lgs 30 marzo 2001, n. 165.
Per molto tempo la figura dell'impiegato statale italiano è stata spesso associata alla figura di pubblico ufficiale, tuttavia dopo una serie di interventi normativi e della giurisprudenza della Cassazione oggi il rapporto di lavoro con una pubblica amministrazione - tranne in alcuni casi - non è di per sé sufficiente per l'attribuzione di detta qualifica; la suprema corte ha infatti stabilito che:
Il rapporto di lavoro è regolato, soprattutto dopo la contrattualizzazione del pubblico impiego in Italia, avviata con la promulgazione della legge 23 ottobre 1992 n. 421, oltre che da varie disposizioni normative anche da appositi contratti collettivi nazionali di lavoro, a seconda del comparto in cui essi siano inquadrati. L'obbligo di giuramento di fedeltà è stato soppresso per il personale docente dalla legge 30 marzo 1981, n. 116 e per le altre categorie dei dipendenti civili dal D.P.R 19 aprile 2001, n. 253; rimanendo solo per gli appartenenti alle forze armate italiane, alle forze di polizia italiane e per i dipendenti la cui disciplina del rapporto di lavoro non sia mutata a seguito della contrattualizzazione del rapporto di lavoro; in ogni caso sono tuttavia tenuti a rispettare il codice di comportamento dei dipendenti pubblici.
Disposizioni specifiche sono previste per gli appartenenti alle forze armate italiane e forze di polizia italiane (come ad esempio nel caso della residenza). In base all'art. 1 comma 51 della legge 6 novembre 2012, n. 190 - introducendo la figura del whistleblower - prevede particolari protezioni (inclusa la non licenziabilità) a favore del personale che abbia segnalato la commissione di reati da parte di colleghi o superiori, alla magistratura italiana, inclusa la Corte dei Conti. Destinatari di altre specifiche e tipiche norme sono alcune categorie come ad esempio gli appartenenti alle forze di polizia italiane, delle forze armate italiane, della magistratura italiana e dei professori universitari la cui disciplina del rapporto di lavoro e dello status sono, nonostante la privatizzazione del diritto del lavoro pubblico in Italia, ancora in regime di diritto pubblico.
I dipendenti della pubblica amministrazione italiana che svolgano attività a contatto col pubblico sono inoltre tenuti a utilizzare tesserini identificativi o di targhe da apporre presso la postazione di lavoro, con l'eccezione degli insegnanti e professori universitari, degli appartenenti alla magistratura italiana, all'avvocatura dello Stato, alle forze armate italiane e forze di polizia italiane, al Corpo Nazionale dei Vigili del Fuoco nonché al personale di carriera diplomatica e prefettizia nonché alle altre categorie che sono disciplinate dai propri ordinamenti. In tema di incompatibilità, i dipendenti della pubblica amministrazione italiana sono generalmente vincolati da una "clausola di esclusività", che consiste nel divieto di intrattenere rapporti di lavoro a qualsiasi titolo con datori di lavoro nel settore privato, l'esercizio di attività imprenditoriali e in generale della libera professione; la normativa però ammette diverse eccezioni, stabilite dalle leggi. I dipendenti pubblici, alla fine della loro carriera hanno diritto a una indennità detta trattamento di fine servizio, corrisposta alla fine del rapporto di lavoro.

## Inquadramento
I dipendenti pubblici delle amministrazioni civili sono inquadrati in determinati settori detti comparti, definiti dal D.P.C.M. 30 dicembre 1993, n. 593 e dall'ultimo CCNQ del 13 luglio 2016. Essi sono:
A) Funzioni centrali (Ministeri, Consiglio di Stato, Corte dei Conti, Avvocatura Generale, Agenzie fiscali, CNEL, Enti pubblici non economici);
B) Funzioni locali (Regioni e Autonomie locali, Enti pubblici non economici regionali);
C) Istruzione e ricerca (Scuole, Università, Accademie e Conservatori, Enti di ricerca);
D) Sanità (Aziende Sanitarie e Ospedaliere).
Per ogni comparto, gli impiegati civili sono suddivisi per categorie, all'interno delle quali vi sono differenti posizioni economiche, in tema di mobilità, il D.P.C.M. 14 dicembre 2000, n. 446 ha previsto una tabella di equiparazione delle categorie tra i vari comparti, ma con specifico riferimento al personale degli enti locali. Il D.P.C.M. del 26 giugno 2015 prevede invece tabelle di equiparazione delle categorie per tutti i comparti.
Circa le forze di polizia italiane, a livello statale, anch'esse dispongono di propri comparti, all'interno dei quali vi sono diversi distintivi di grado e di qualifica. I comparti sono:
- Comparto forze di polizia a ordinamento civile che raggruppa la Polizia di Stato e il Corpo di polizia penitenziaria;
- Comparto Vigili del fuoco e soccorso pubblico relativo alla disciplina del Corpo nazionale dei vigili del fuoco.

Il personale della polizia locale in Italia (polizia municipale, polizia provinciale) è invece regolato dal comparto Regioni e autonomie locali poiché dipendenti dagli enti locali.
Non ha invece rapporto di lavoro contrattualizzato il personale delle forze armate italiane, dell'Arma dei Carabinieri, della Guardia di Finanza, e del Corpo delle capitanerie di porto - Guardia costiera poiché in tal caso la disciplina è esclusivamente regolata da norme di diritto pubblico.

## Avanzamento di carriera
Per i dipendenti pubblici l'avanzamento di carriera avviene generalmente attraverso un concorso interno, tranne che per particolari categorie ove è previsto il solo avanzamento per anzianità di servizio, come ad esempio nel caso della magistratura e del personale docente in Italia. L'avanzamento può essere di tipo economico (dette progressioni orizzontali) o di carriera (dette progressioni verticali). Generalmente è regolato dal contratto collettivo nazionale di lavoro di comparto, e comunque nei limiti delle risorse disponibili. Il sistema di valutazione, introdotto dal d.lgs 150/2009, costituisce elemento utile ai fini delle progressioni economiche. Sulle progressioni di carriera è intervenuto poi il d.lgs. 27 ottobre 2009 n. 150 che ha dettato diverse disposizioni in materia, imponendo alle amministrazioni che bandiscono concorsi per tali avanzamenti, di riservare una quota dei posti messi a concorso, non superiore al 50%, ai soggetti esterni (ad esempio privati o personale provenienti da altre amministrazioni):
Per alcune categorie di soggetti, per i quali vige una disciplina di diritto pubblico, è stabilita una diversa normazione.

## Incompatibilità
Riguardo alle incompatibilità, la disciplina principale deriva tuttora dagli art. 60 e seguenti del D.P.R. 3/1957, per espresso richiamo contenuto nell'art. 53, comma 1, del d.lgs 30 marzo 2001, n. 165. Norme particolari poi sono stabilite per determinati casi, come ad esempio nel caso della legge 25 novembre 2003 n. 339 ("Norme in materia di incompatibilità dell'esercizio della professione di avvocato").